# Syngonanthus ferrensis
Syngonanthus ferrensis är en gräsväxtart som beskrevs av Silveira. Syngonanthus ferrensis ingår i släktet Syngonanthus och familjen Eriocaulaceae. Inga underarter finns listade i Catalogue of Life.